# Sergio Zuccheri
Sergio Zuccheri (Noceto, 5 marzo 1950) è un ex calciatore italiano, di ruolo difensore o centrocampista.

## Caratteristiche tecniche
Giocava sia come terzino sia come mediano.

## Carriera
Nativo di Noceto, Zuccheri muove i suoi primi passi calcistici nella squadra locale in seconda categoria. Poi la sua carriera conosce una veloce ascesa.
Dalla Reggiana che lo acquista nel 1969, passa al Catanzaro nelle cui file debutta in Serie A. È un mediano che si distingue per il dinamismo del suo gioco che gli permette di essere solida diga di centrocampo e un'insidia costante per le difese avversarie con i suoi inserimenti offensivi.
Nella stagione  1974-75 passa al Cesena dove vive il periodo migliore della sua carriera. Il suo instancabile moto perpetuo a sostenere l'estro di Rognoni e il senso geometrico di Frustalupi si rivela essenziale per la squadra che, sotto la guida di Marchioro, raggiungerà nel campionato 1975-76 uno storico 6º posto, miglior traguardo di sempre nella storia del club romagnolo.
La Fiorentina lo acquista nell'annata 1976-1977 per colmare il vuoto in mediana creatosi con il grave infortunio occorso a Guerini. Conclusa l'esperienza in Toscana, il centrocampista emiliano gioca per un anno nella Nocerina, poi si trasferisce per tre stagioni a Parma dove conclude la sua parabola agonistica nel 1982.
Oggi svolge la professione di massofisioterapista.

## Palmarès
- Campionato italiano Serie C: 1

Reggiana: 1970-1971 (girone A)